# Fucaia
Fucaia — це вимерлий рід примітивних вусатих китів родини Aetiocetidae, відомий з морських відкладень олігоцену, знайдених на острові Ванкувер, Канада, і острові Олімпік, штат Вашингтон.

## Таксономія
Відомо 2 види: F. buelli та F. goedertorum (Barnes et al. 1995). F. buelli належить до раннього олігоцену (рупеля), тоді як F. goedertorum є молодшим. Останній був спочатку описаний як вид Chonecetus, перш ніж він був визнаний більш тісно пов'язаним з buelli.

## Біологія
Будова зубів Fucaia вказує на те, що вона, як і інші етіоцетиди, була здатна як до хижого, так і до смоктального харчування.